# Rosellinia coffeicola
Rosellinia coffeicola är en svampart som beskrevs av Pat. 1902. Rosellinia coffeicola ingår i släktet Rosellinia och familjen kolkärnsvampar.   Inga underarter finns listade i Catalogue of Life.